# 牧師の子供

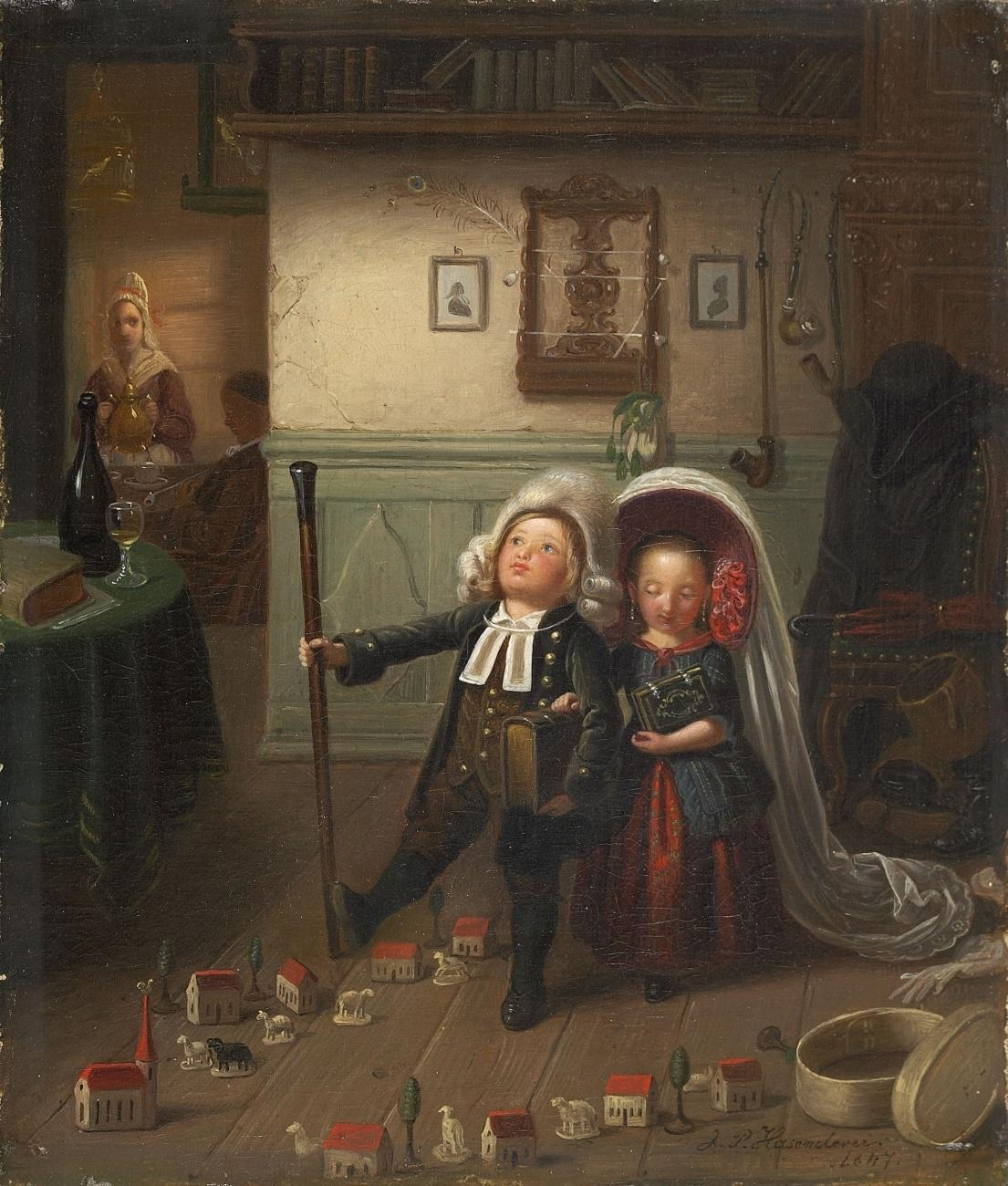
ヨハン・ペーター・ハセンクレバーの絵画（1847年）で、牧師の子供達が教会ごっこに興じる様子を描いている。

牧師の子供（ぼくしのこども、英: Preacher's Kid）は、説教者、牧師、司祭等のキリスト教（カトリック、プロテスタント、正教会）の教会指導者（聖職者）の子供を指す用語。「説教師の子供」とも呼ばれる。略称はP.K.（ぴーけー）。このフレーズは単に出自の説明として使用される一方で、欧米文学等ではステレオタイプとして用いられることもある。

## 概要
神学が最高峰の学問の1つであった欧米では、聖職者の社会的地位が比較的高かったので、説教者の子供達はエスタブリッシュメントの一類型であった。現在でも、欧米では、社会的に活躍する人物達の出自の一類型として認識されている。また、P.K.という用語は、牧師の子供達同士の仲間意識的な意味合いで用いられることもある。独特な環境（家庭・教会・地域）で育つことが、人格形成に影響を与える一方、性格や性質に一般的な傾向があるわけではなく、あくまで出自における一つのグループである。キリスト教と教会を強く拒否または否定する人たちもおり、牧師の子供＝クリスチャンというわけでもなく、キリスト教との距離感は人それぞれである。とは言え、欧米の文学作品等では、ステレオタイプ化された牧師の子供（内省的、独立独歩等）が出てくるケースもある。似たような棲み分けとして「軍人の子供」がある。一般的に、親と同様、聖職者になるケースが多いと認識されているが、人物一覧の通り、その限りではなく、活躍する分野は多様である。

## 牧師の子供の人物一覧

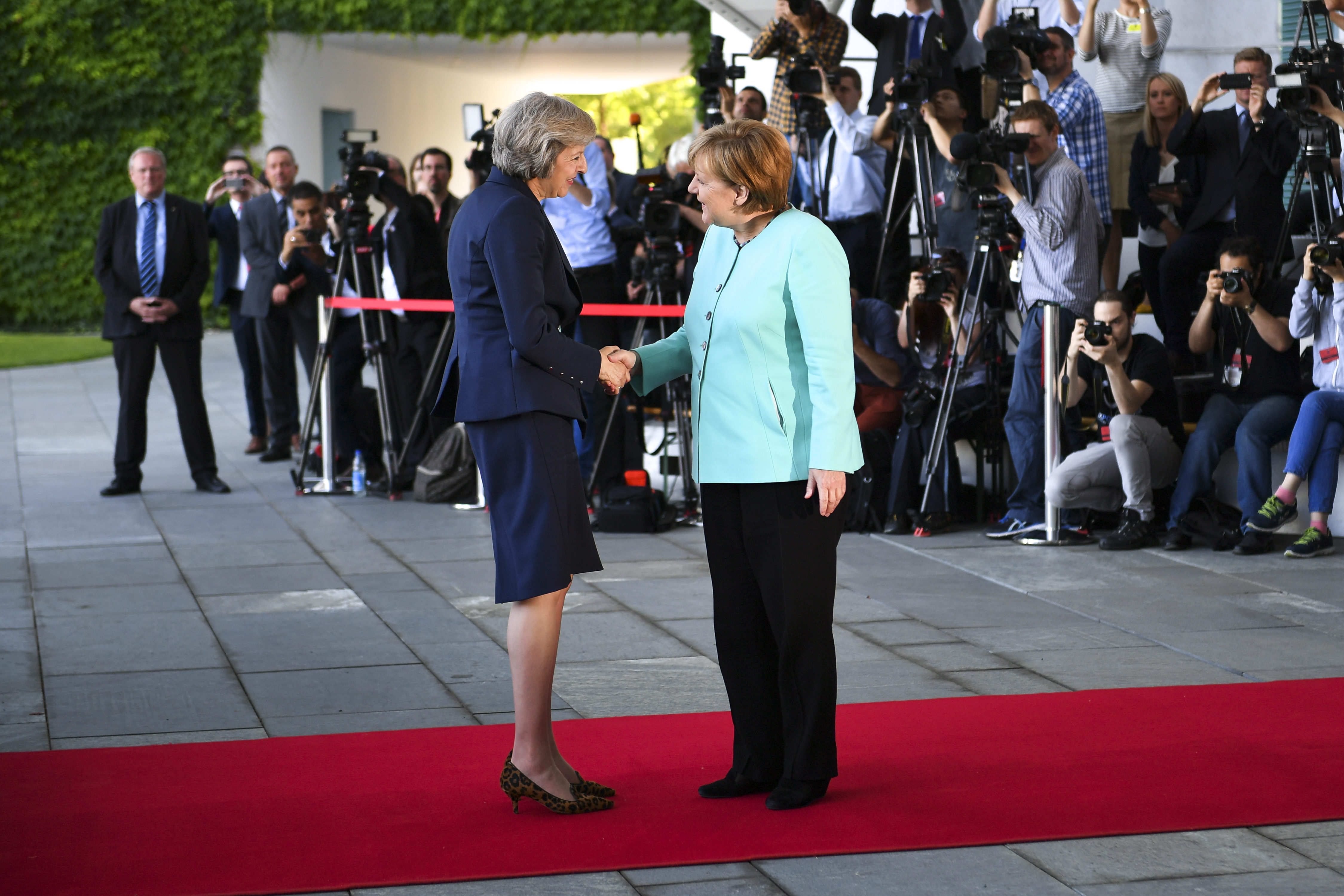
アンゲラ・メルケルとテリーザ・メイ

- アーネスト・ウォルトン : ノーベル物理学賞受賞
- アーロン・バー : 第3代アメリカ合衆国副大統領
- アーロン・ポール：俳優
- アサファ・パウエル : 元男子100m世界記録保持者
- アダム・ドライバー：俳優（スター・ウォーズシリーズ）
- アリス・クーパー：ミュージシャン（アメリカンハードロック）
- アルフレッド・ノース・ホワイトヘッド : 数学者、哲学者マーガレット・サッチャー

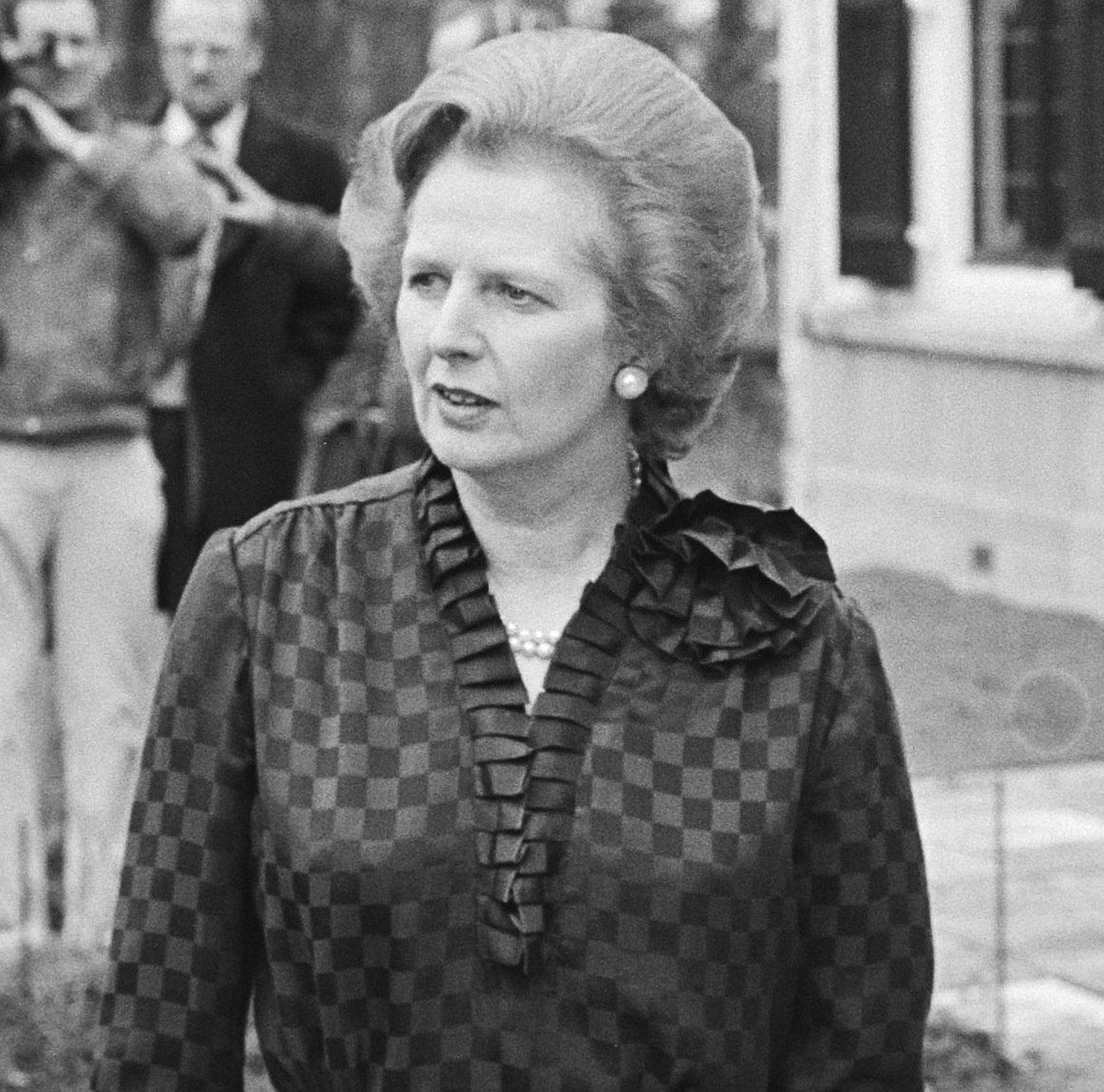
マーガレット・サッチャー

- アルベルト・シュヴァイツァー : 「密林の聖者」で有名
- アレサ・フランクリン : 歌手（ローリング・ストーンの選ぶ歴史上最も偉大な100人のシンガー1位）
- アレン・ダレス : 第5代CIA長官
- アンゲラ・メルケル : 第8代ドイツ首相
- アン・ハッチンソン : 社会活動家

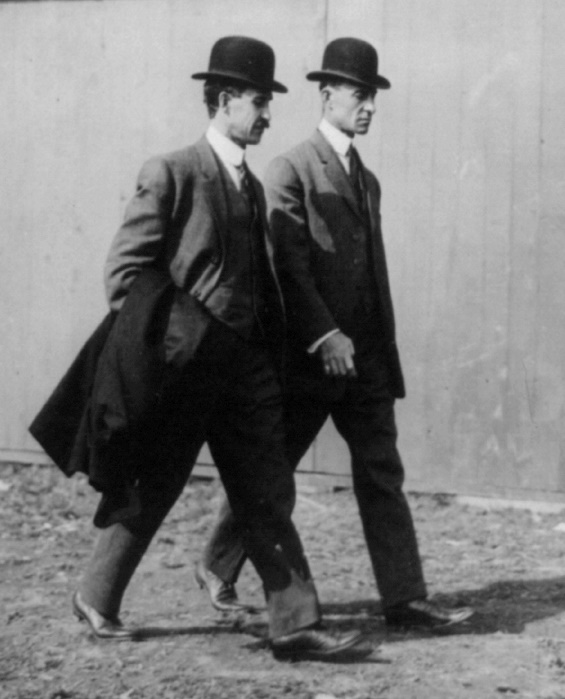
ライト兄弟

- ライト兄弟イライジャ・カミングス : アメリカ合衆国下院議員
- イワン・パブロフ : ノーベル生理学・医学賞受賞
- ウォルター・モンデール：第42代アメリカ合衆国副大統領、駐日アメリカ大使
- ウッドロウ・ウィルソン : 第28代アメリカ合衆国大統領
- エイミー・コニー・バレット : アメリカ合衆国最高裁判所判事
- エヴゲーニイ・ザミャーチン : 作家

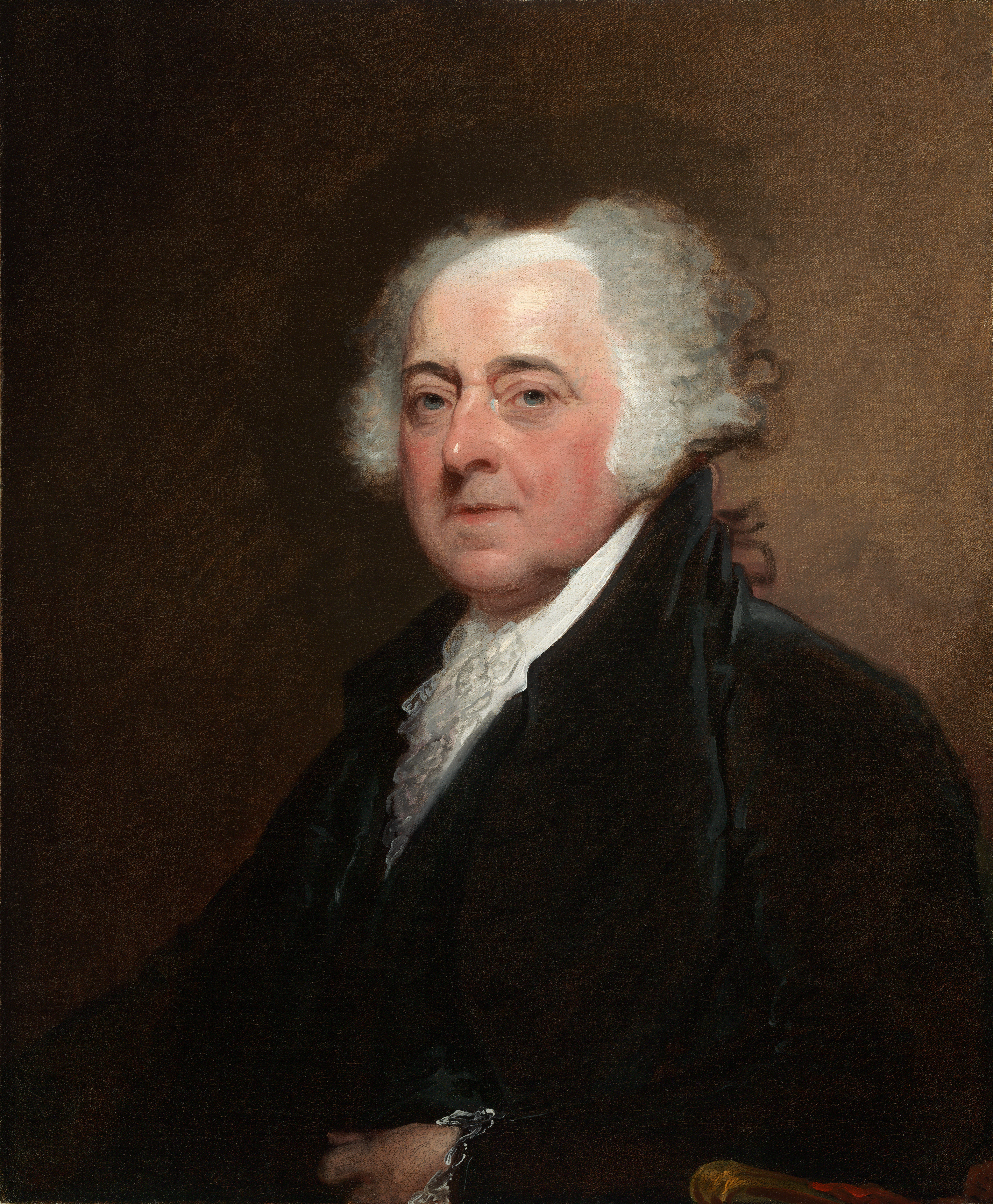
ジョン・アダムズ

- ジョン・アダムズエリザベス・ギャスケル : 小説家「メアリー・バートン」
- エリゼ・ルクリュ : 社会地理学、地政学の先駆者
- エリック・リデル : パリ五輪400m金メダリスト（映画「炎のランナー」のモデル）
- カイル・コーバー : NBA選手
- カール・バルト : 神学者
- カール・グスタフ・ユング : 分析心理学の創始者
- キャサリン・パターソン：児童文学作家
- キングス・オブ・レオン：ロックバンド
- グスタフ・フェヒナー : 実験心理学、生理心理学の先駆者
- クリスタル・バーナード：女優、歌手
- クリストファー・レン：バロック様式の建築家
- グロバー・クリーブランド : 第22代、24代アメリカ合衆国大統領
- ケイティ・ペリー : 歌手
- ケネス・カウンダ : ザンビア初代大統領
- ゴードン・ブラウン : 第74代イギリス首相
- コンドリーザ・ライス : 第66代アメリカ合衆国国務長官
- サラ・ハッカビー・サンダース : トランプ政権ホワイトハウス報道官
- ジェイン・オースティン : 小説家「高慢と偏見」フィンセント・ファン・ゴッホ
- ジェシカ・シンプソン : 歌手

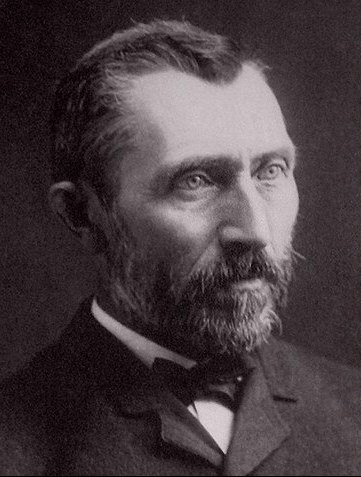
フィンセント・ファン・ゴッホ

- ジェイムズ・ボールドウィン：小説家、公民権運動家
- ジェームス・ドブソン：米国福音派指導者
- ジョージ・ギルバート・スコット : 建築家
- ジョージ・ステファノプロス : クリントン政権ホワイトハウス広報部長
- ジョージ・マクガヴァン : アメリカ合衆国民主党元大統領候補
- ジョナサン・エドワーズ : 神学者
- ジョナス・ブラザーズ：ロック・ポップ・バンド
- ジョン・アダムズ：第2代アメリカ合衆国大統領
- ジョン・アシュクロフト : 第79代アメリカ合衆国司法長官
- ジョン・ウェスレー : メソジスト運動指導者
- ジョン・サルストン : ノーベル生理学・医学賞受賞レオンハルト・オイラー

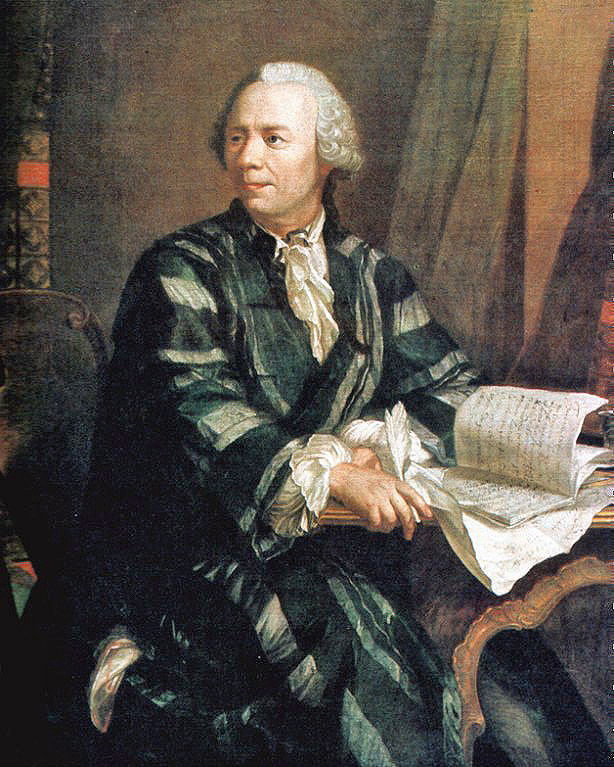
レオンハルト・オイラー

- ジョン・ダレス : 第52代アメリカ合衆国国務長官
- ジョン・ハンコック：アメリカ合衆国建国の父の一人
- ジョン・ボイエガ：俳優（スター・ウォーズシリーズ）
- ジョン・ロジー・ベアード : テレビの発明者
- 鈴木結生：芥川賞作家
- スティーヴ・モーズ : ギタリスト「ディープ・パープル」
- ステイシー・エイブラムス : 政治家
- セシル・ローズ : イギリス植民地首相
- チェーザレ・ボルジア : イタリアの傭兵隊長
- チェスター・A・アーサー : 第21代アメリカ合衆国大統領ジェイン・オースティン

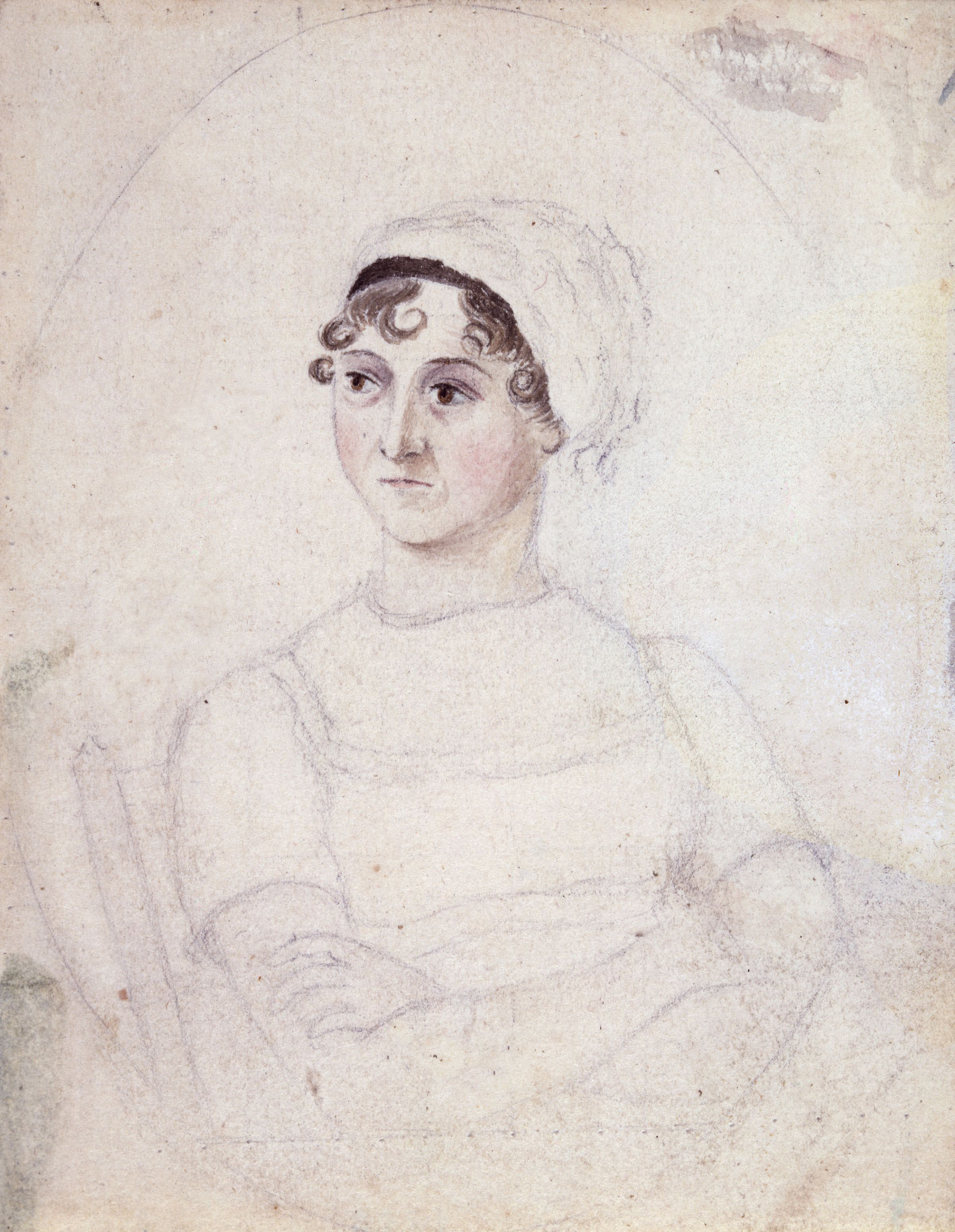
ジェイン・オースティン

- チャーリー・マニエル : 野球選手（日本プロ野球MVP受賞、監督でワールドシリーズ制覇）
- チャールズ・ウェスレー : メソジスト運動指導者（多数の賛美歌を作曲）
- デイヴィッド・テナント : 俳優、エミー受賞
- テオドール・モムゼン : ノーベル文学賞受賞
- デオンテイ・ワイルダー：ボクサー（元WBC世界ヘビー級王者）
- テッド・クルーズ : アメリカ合衆国上院議員
- テリーザ・メイ : 第76代イギリス首相カール・グスタフ・ユング

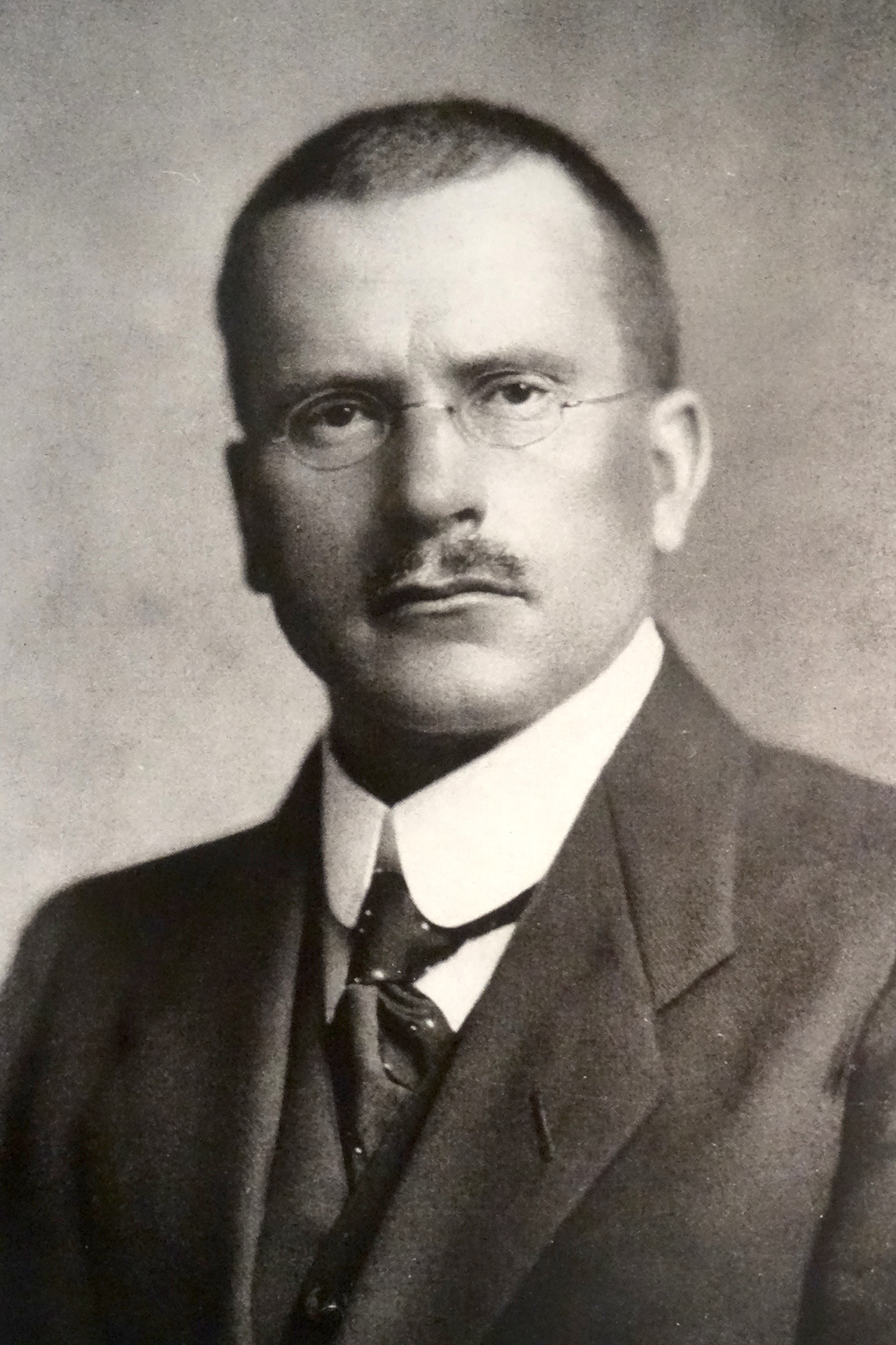
カール・グスタフ・ユング

- デンゼル・ワシントン : 俳優、アカデミー賞受賞
- トーリ・エイモス：歌手
- ドミトリ・メンデレーエフ : 元素周期表を作成
- ドロシア・ディックス : 社会活動家
- ナット・キング・コール : ミュージシャン
- ニーナ・シモン：歌手（ローリング・ストーンの選ぶ歴史上最も偉大な100人のシンガー29位）
- ニコラ・テスラ : 発明家
- ローレンス・オリヴィエニコライ・チェルヌイシェフスキー : 革命家
- ニコライ・ボゴリューボフ : 科学者

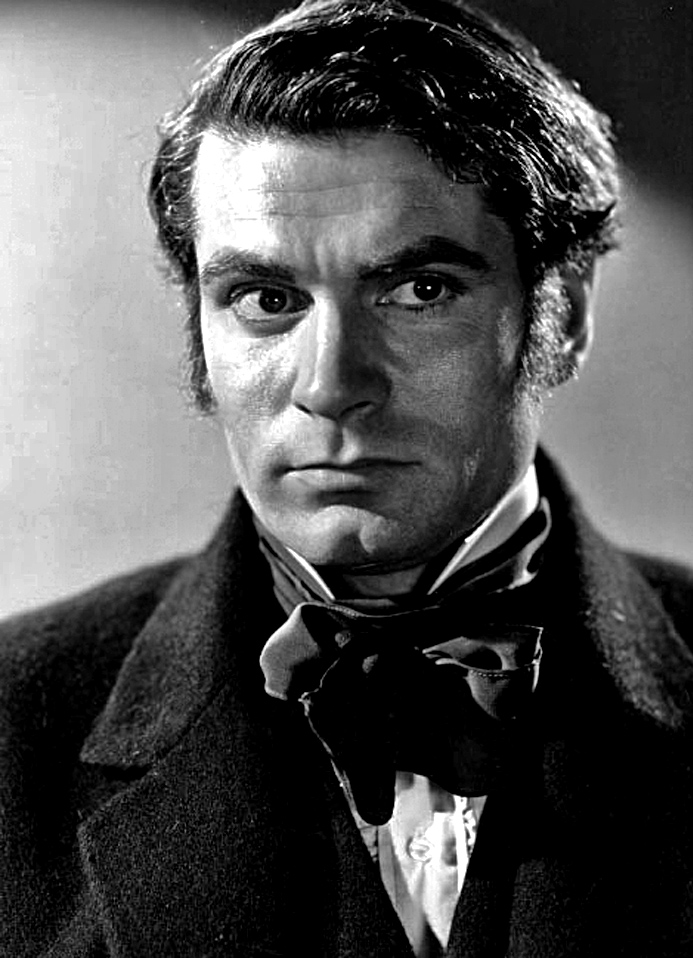
ローレンス・オリヴィエ

- ネルソン提督 : トラファルガーの海戦で有名ケイティ・ペリー

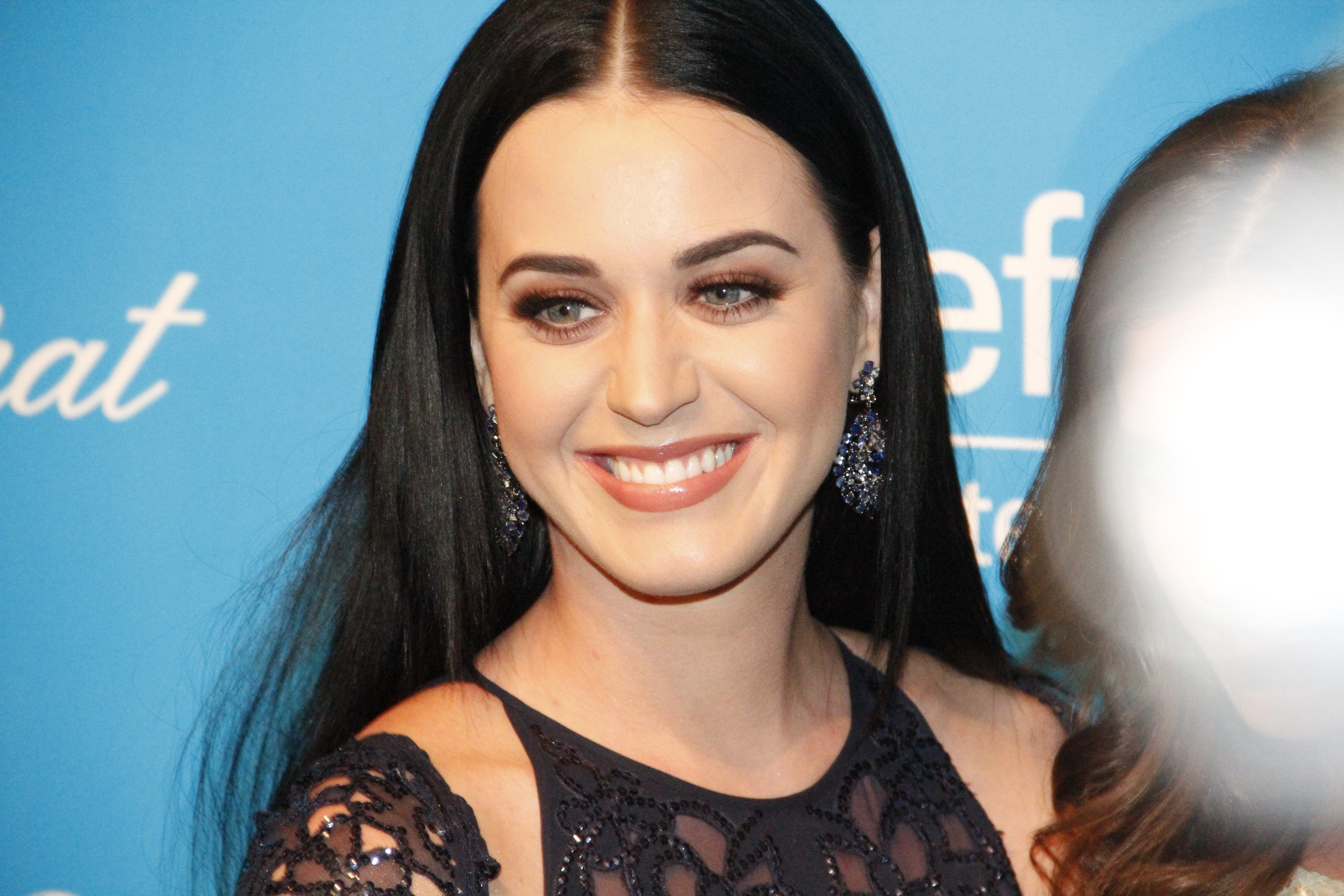
ケイティ・ペリー

- ハインリヒ・シュリーマン : 考古学者（トロイア発掘）
- バーナード・モントゴメリー：第二次世界大戦で活躍したイギリスの陸軍元帥
- パール・S・バック : ノーベル文学賞受賞
- ハリエット・ビーチャー・ストウ : 小説家「アンクル・トムの小屋」
- ハンプトン・ホーズ：ジャズ・ピアニスト
- ピエール・ベール : 啓蒙思想の先駆者
- 日野原重明 : 医師
- フィンセント・ファン・ゴッホ : 画家
- フィル・ジャクソン : NBA最多優勝回数の監督
- フランクリン・グラハム : キリスト教伝道者ネルソン提督

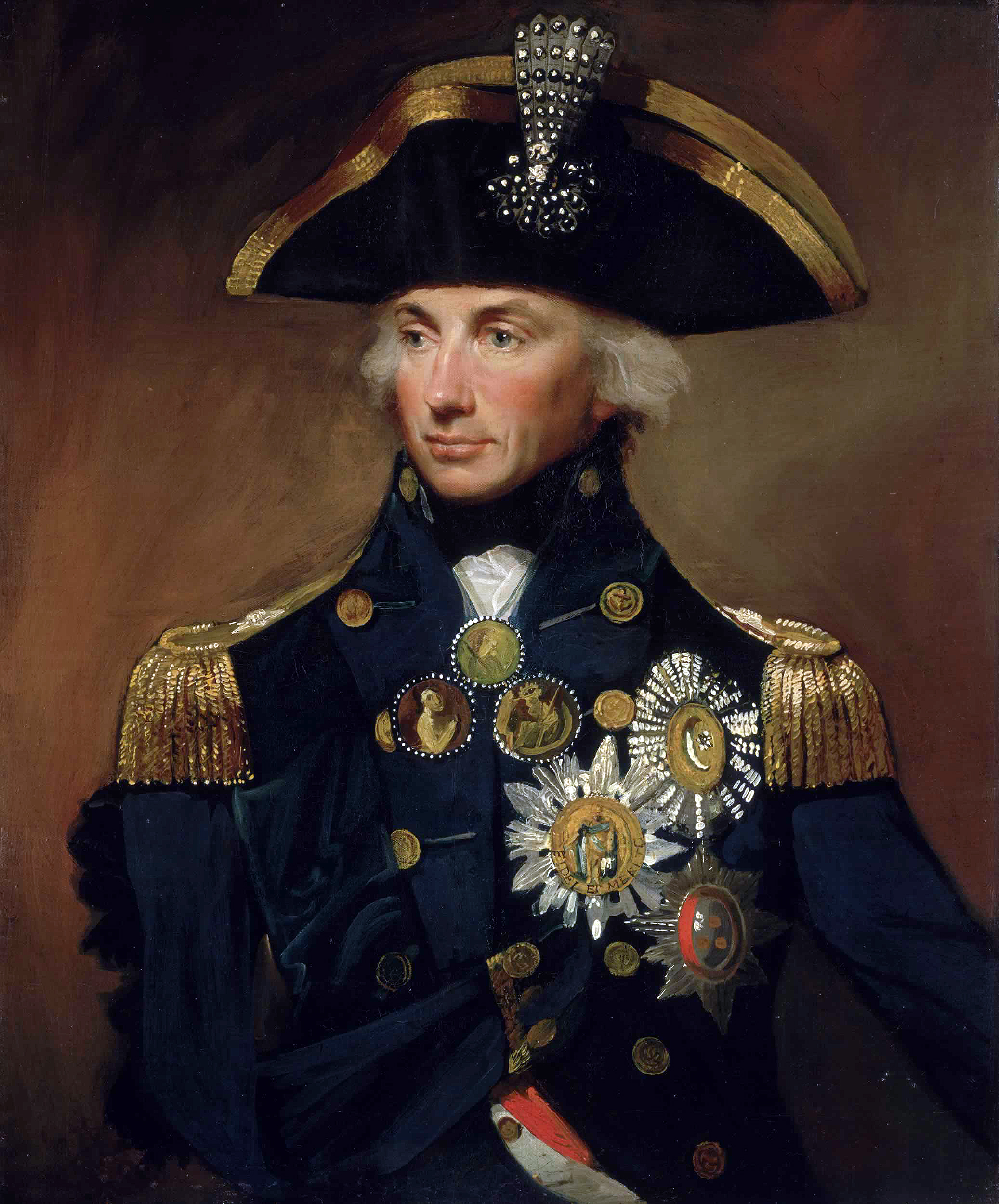
ネルソン提督

- フリードリヒ・ニーチェ : 実存主義の思想家
- ブロンテ姉妹 : 小説家「ジェーン・エア」「嵐が丘」「ワイルドフェル屋敷の人々」
- ベルンハルト・リーマン : 数学者（リーマン幾何学）
- ヘンリー・ジョージ・リデル：古典文献学者、辞書学者
- ヘンリク・ポントピダン : ノーベル文学賞受賞
- ポインター・シスターズ：歌手
- ボブ・ホーク：第23代オーストラリア首相
- ホリー・ホルム : 元UFC女子バンタム級王者
- マイケル・レッド：NBA選手
- マーガレット・サッチャー : 第71代イギリス首相
- マーク・リー : 歌手（韓国のアイドルグループNCTのメンバー）
- マーヴィン・ゲイ : ミュージシャン（ローリング・ストーンの選ぶ歴史上最も偉大な100人のシンガー18位）
- マーティン・ルーサー・キング・ジュニア : 公民権運動の指導者、ノーベル平和賞受賞
- マックス・エイトケン (初代ビーヴァーブルック男爵) : 実業家
- マルコム・X : 黒人解放運動活動家
- 吉田羊 : 女優
- ライアン・テダー：作詞家、プロデューサー
- ライト兄弟 : 世界初の有人動力飛行に成功
- ラルフ・ワルド・エマーソン：思想家、哲学者
- リック・ウォレン : 牧師ロバート・フック

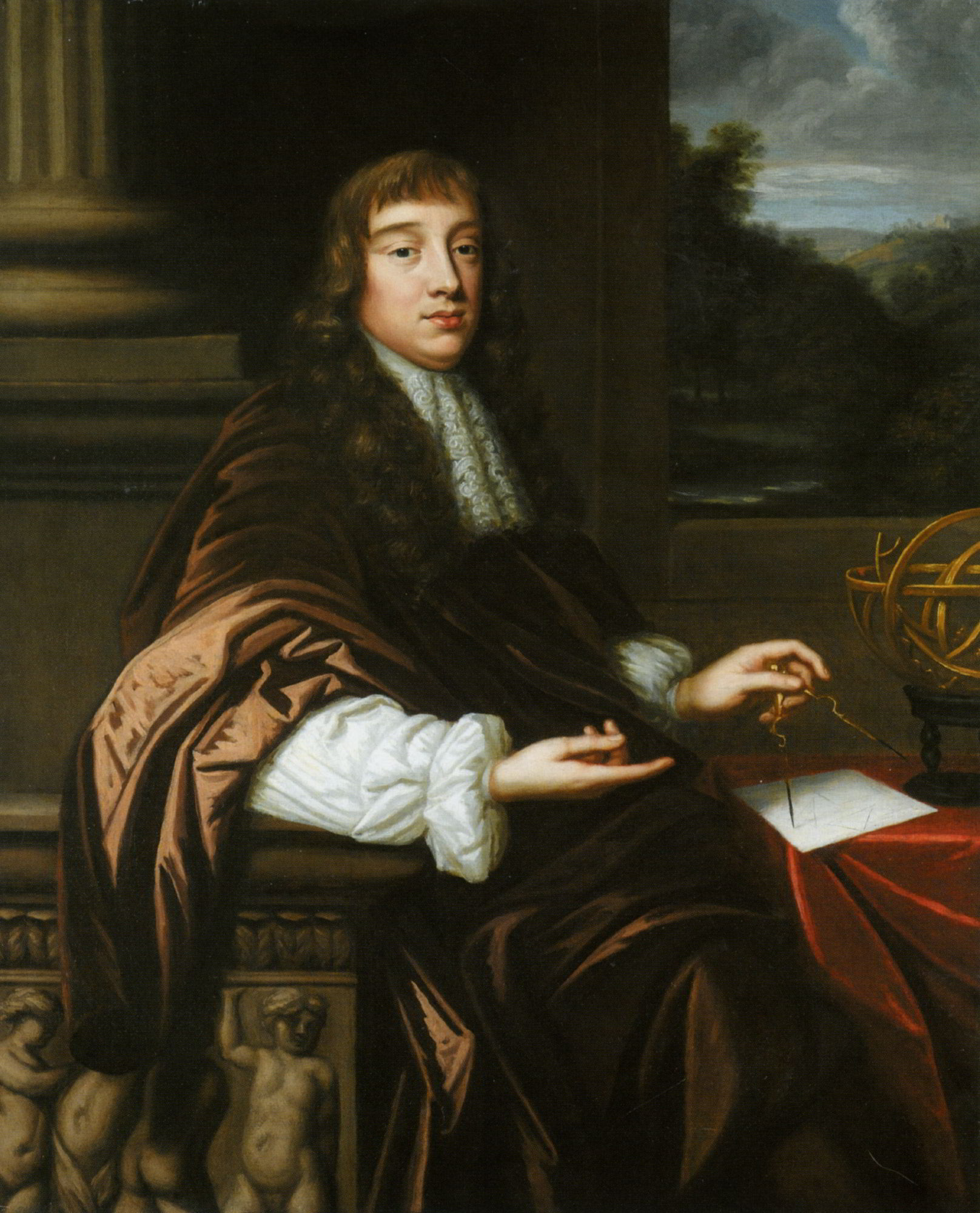
ロバート・フック

- ルイス・キャロル : 小説家「不思議の国のアリス」
- レオンハルト・オイラー：数学者
- レスター・B・ピアソン : 第14代カナダ首相、ノーベル平和賞受賞
- レミー・キルミスター : ミュージシャン、ベーシスト
- レジナルド・フェッセンデン : 発明家
- ロイ・エイカフ : 歌手（キング・オブ・カントリー・ミュージック）
- ローレンス・オリヴィエ : 俳優、アカデミー賞受賞
- ロバート・カール : ノーベル化学賞受賞
- ロバート・フック：自然哲学者
- ロバート・ベーデン＝パウエル : スカウト運動（ボーイスカウト、ガールガイド）の創立者
- ロバート・ノイス : インテルの共同創業者